# Baraona
Baraona és un municipi espanyol ubicat a la província de Sòria, dins la comunitat autònoma de Castella i Lleó. Està formada per les localitats de Baraona, Jodra de Cardos, Pinilla del Olmo i Romanillos de Medinaceli.